# Zaanlands Lyceum
Het Zaanlands Lyceum is een openbare middelbare school aan de Vincent van Goghweg in Zaandam. De school verzorgt onderwijs op havo-, atheneum- en gymnasium-niveau. Het is de oudste middelbare school in de Zaanstreek, opgericht in 1866. Het Zaanlands staat bekend om haar open klimaat, goede relatie tussen docenten en leerlingen en een nieuwsgierige leer- en leefsfeer.

## Algemeen
Het Zaanlands Lyceum is een openbare school. Het lyceum maakt deel uit van de stichting OVO Zaanstad: Openbaar Voortgezet Onderwijs Zaanstad. Deze stichting verzorgt voor de gemeente Zaanstad het openbaar voortgezet onderwijs en wordt bestuurd door het College van Bestuur. Dit college formuleert de hoofdlijnen van beleid voor alle scholen van OVO Zaanstad en voert die uit samen met de vestigingsdirecteuren.
De school was in 1866 gesticht onder de naam HBS, dat in 1920 werd omgezet tot het Zaanlands lyceum. Sinds februari 2016 is Michiel van Dijk de rector van het Zaanlands Lyceum. Hij volgt hiermee Jan Coster op.
Vanaf het schooljaar 2024-2025 geldt op het Zaanlands Lyceum een gedeeltelijk telefoonverbod. De telefoon mag alleen in de aula's en de kluizengang gebruikt worden.

#### Symbool Prometheus
De Griekse Titaan Prometheus wordt als symbool gebruikt voor het Zaanlands Lyceum. Prometheus stal het vuur van de goden en bracht het naar de mens, volgens een mythe uit de Klassieke oudheid. Prometheus werd het symbool voor de onafhankelijke en kritische geest, wat past bij een openbare school voor havo en vwo. De schoolkrant van het Zaanlands wordt ook Prometheus genoemd.

#### Leerling clubs
Op het Zaanlands Lyceum bestaan er meerdere clubs die allen verschillende activiteiten organiseren. Zo zijn er onder anderen een Leerlingenvereniging (de ZLV), GSA, debatclub, moestuinclub, theaterclub en schoolkrant. Het Zaanlands heeft ook een eigen kledinglijn.

#### Verdiepende leerstof
Het Zaanlands Lyceum biedt voor vwo-leerlingen die extra uitdaging zoeken, verschillende extra's. Als een leerling een TOM-Traject voor een bepaald vak wilt volgen, krijgt deze de mogelijkheid om een snellere leerroute te volgen en als gevolg één jaar eerder examen te mogen doen voor dat vak. Leerlingen die Bètaplus hebben, krijgen in plaats van science (1e klas) of natuurkunde (2e klas+) het vak physics, dat dieper ingaat op de lesstof voor het vak natuurkunde. Als leerlingen extra uitdaging zoeken voor het vak Engels, kunnen zij zich opgeven voor Fast Lane English of Cambridge, wat neerkomt op extra uitdaging in de lessen en bij Fast Lane de mogelijkheid één jaar eerder examen te doen.

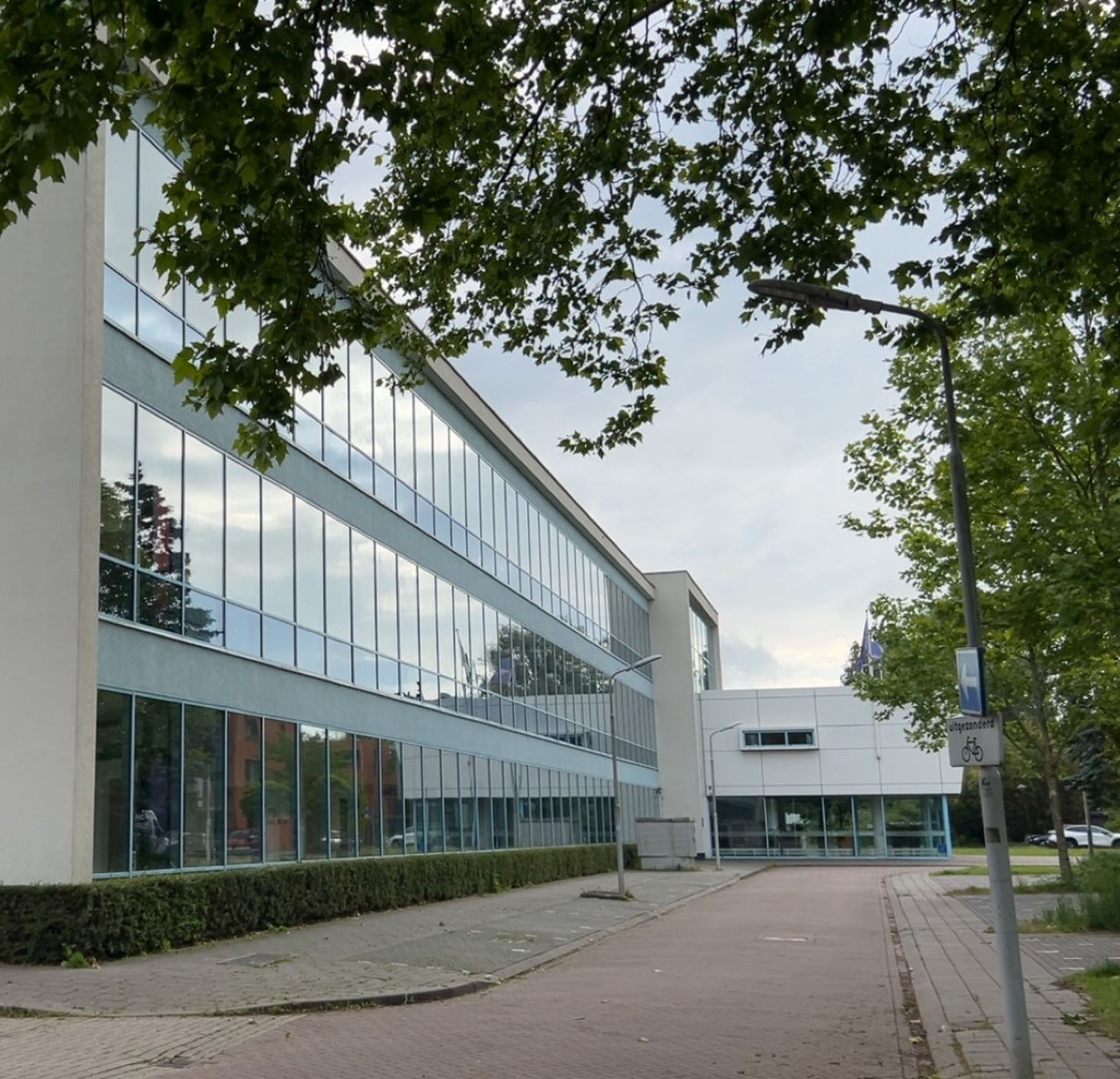
De oostvleugel van het Zaanlands Lyceum

## Gebouw
Het gebouw is in een T-vorm gebouwd. Het heeft dus vier vleugels, die respectievelijk Noord, Oost, Zuid en West worden genoemd. Alle lokalen zijn ook door mindervaliden te bereiken aangezien het gebouw voorzien is van een lift, dicht bij de grote trap in het gebouw. Elke verdieping is verschillend gekleurd. Het Zaanlands Lyceum telt 50 klaslokalen.

#### Zuidvleugel
De zuidvleugel bestaat uit 4 verdiepingen. Op de begane grond bevindt zich de kluizengang en vier leslokalen, waarin de vakken beeldende vorming, ckv, kunst/kunst-muziek en techniek worden gegeven. Op de eerste verdieping (paars gekleurd) worden de talenvakken (Frans, Duits en Engels) gegeven. Op de tweede verdieping (rood gekleurd) worden de vakken wiskunde en Nederlands gegeven. En op de derde verdieping (oranje gekleurd) worden de vakken geschiedenis, aardrijkskunde, economie, Grieks en Latijn gegeven.

#### Oostvleugel
De oostvleugel bestaat uit 3 verdiepingen. Op de eerste verdieping (paars gekleurd) wordt biologie gegeven, op de tweede verdieping (rood gekleurd) worden natuurkunde, science en physics gegeven en op de derde verdieping (oranje gekleurd) worden scheikunde en informatica gegeven.

#### Noord- en Westvleugel
De westvleugel bestaat uit twee verdiepingen; onderin de mediatheek, een ruimte met computers en een printer. Bovenin zit de aula met kantine. Daar worden schoolfeesten gehouden door de ZLV. De noordvleugel is niet gemaakt voor lessen maar in plaats daarvan voor schoolmedewerkers en gesprekken met leerlingen.

#### Extra
De school heeft drie gymzalen, waarvan één niet in het algemene gebouw maar aan de andere kant van de Vincent van Goghweg. Deze gymzaal is recentelijk komen te vervallen door een defecte verwarming en achterstallig onderhoud.
Tot voorheen stond er een extern gebouw met vier klaslokalen naast het algemene schoolgebouw, de D-lokalen. Het werd eind 2018 gebouwd vanwege een flinke toename aan nieuwe leerlingen. Het gebouw werd rond augustus 2024 afgebroken.
De (voormalige) aan het schoolgebouw vast gebouwde aula deed van 1970 tot en met 1997 eveneens dienst als het plaatselijk theater "De Speeldoos". Het had daartoe tevens eigen toegangsdeuren, maar de garderobe van het theater werd gedeeld met het schoolcomplex. Tegenwoordig dient het gebouw als kantoor van OVO Zaanstad.

## Oud-leerlingen
- Kees de Lange
- Freek de Jonge
- Rosalie de Jong
- Ellie Lust
- Margriet Eshuijs
- Rayen Panday
- Onno Kleyn
- Mitchell Burgzorg

## Oud-leraren
- George Jambroes (wiskunde)

## Trivia
- Het Zaanlands Lyceum werd in 2011 gebruikt als decor voor de Nederlandse speelfilm Razend.
- In 2013 werd het Zaanlands Lyceum gebruikt als decor voor aflevering 5 "Klassenstrijd" van de Nederlandse televisieserie Danni Lowinski.
- Vanaf 2014 tot en met 2022 werd de serie "Brugklas" opgenomen in het Zaanlands Lyceum.[11][12]
- Het schoolplein werd in 2014 als decor gebruikt voor een school op het Gronings platteland in het eerste seizoen van de Nederlandse serie "Hollands Hoop".[13]